# Johannes Aal
Johannes Aal (Bremgarten, Aargau, 1500 körül – Solothurn, 1551. május 25.) svájci katolikus pap, drámaíró.

## Élete
Hans Aal bremgarteni polgár fiaként született. 1529-ig szülővárosában katolikus papként tevékenykedett. A reformáció megjelenésével katolicizmusa miatt elveszítette hivatalát, ezért a Zürich melletti Badenbe ment plébánosnak. A humanista Glareanusnál tanult, aki később barátja is volt. 1538-ban került Solothurnba prédikátorként és kanonokként. 1544-ben prépostnak választották ugyanott. Ezzel a hivatallal együtt járt az ottani latin iskola rektori tisztsége is. Ugyancsak 1544-ben nyerte el Solothurnban a polgárjogot. Kora legtöbb svájci írójához hasonlóan ő is leginkább a vallásos lírát művelte, és népi komédiákat és tragédiákat írt. Munkái leginkább a dortmundi Johann Schöper színdarabjaival mutatnak hasonlóságot. Darabjaiban a hangszeres zenét és az énekkart is alkalmazta, ezáltal a modern énekes színjáték középkori előfutárának is tekinthető.

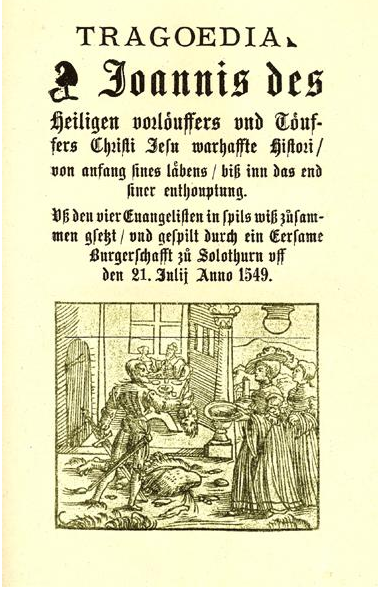

## Főbb művei
- Sankt Mauritzen és Sankt Ursen-Lied (költemény, 1543)
- Tragoedia Johanni des Täufers (Tragédia Keresztelő Szent Jánosról, dráma, 1549)